# Marginea (gmina)
Marginea – gmina w Rumunii, w okręgu Suczawa. Obejmuje tylko jedną miejscowość Marginea. W 2011 roku liczyła 8552 mieszkańców.